# Panzerwagen
Als Panzerwagen wurden ursprünglich gepanzerte Automobile, die Vorläufer der militärischen Panzer, bezeichnet.

## Beschreibung

Simms Motor War Car

Umgangssprachlich wird dieser Begriff sowohl für militärische als auch für zivile gepanzerte Fahrzeuge verwendet. Da es keine exakte Definition gibt, ist die Begriffsverwendung nicht eindeutig.
Gepanzerte Wagen waren bereits in der Antike und im Mittelalter bekannt. 1902 stellte Frederick Richard Simms einen motorisierten Panzerwagen vor, der als Motor War Car bekannt wurde. 1903 folgte der Austro-Daimler Panzerwagen. Danach wurden in Deutschland auch Panzerwagen gebaut:
- Daimler DZVR 21 Die Basis bildete die Artillerie-Kraftzugmaschine Krupp-Daimler 100 PS KD 1 aus dem Ersten Weltkrieg. Die erste Entwicklungsstufe war ein Fahrzeug, welches als DZR/19 bezeichnet wurde.[1]
- Schupo – Sonderwagen Daimler/21 Das Reichsministerium des Inneren koordinierte für alle Länder des Deutschen Reiches die Fertigung der Schupo-Sonderwagen. Für die Polizei wurden 31 (33?) Exemplare des DZVR als Schupo – Sonderwagen 21 bei den Daimler-Werke in Berlin-Marienfelde produziert.[2][3][4]
- Gepanzerter Kraftwagen (Sd.Kfz. 3) Für die Reichswehr entstand die Variante gepanzerter Kraftwagen (Sd.Kfz. 3) ohne Maschinengewehre in Drehtürmen.[2]

Gepanzerte Personenkraftwagen werden heute eher als Sonderschutzfahrzeug, Geschütztes Fahrzeug, Fahrzeuge im Dienst deutscher Polizeien auch als Sonderwagen, militärische Fahrzeuge für den Kampfeinsatz als Panzerspähwagen, Radpanzer oder Schützenpanzerwagen bezeichnet.

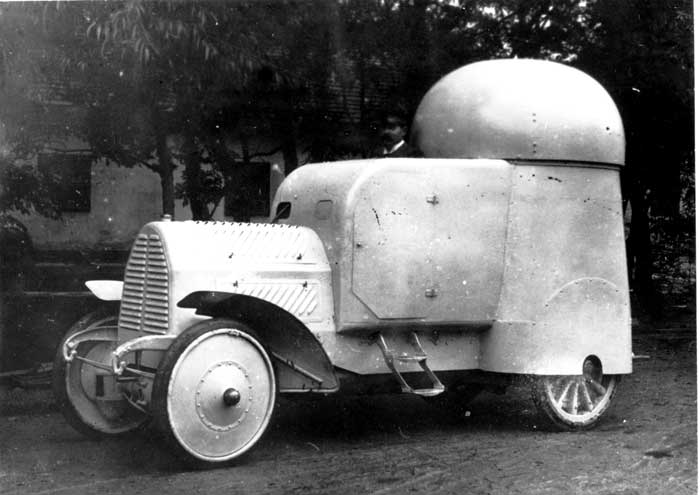
Österreich-Ungarischer Austro-Daimler Panzerwagen
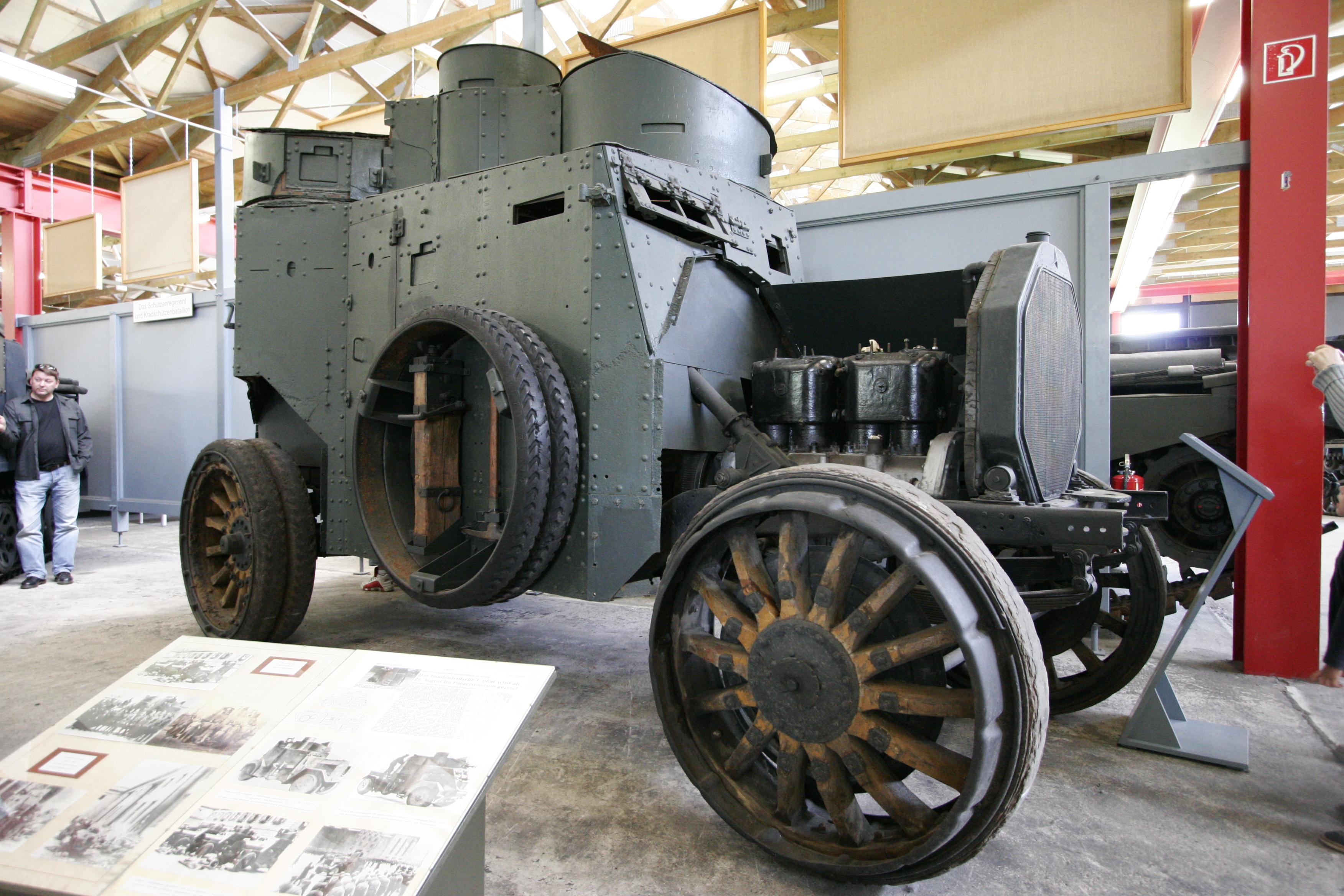
Deutscher Daimler DZVR 21
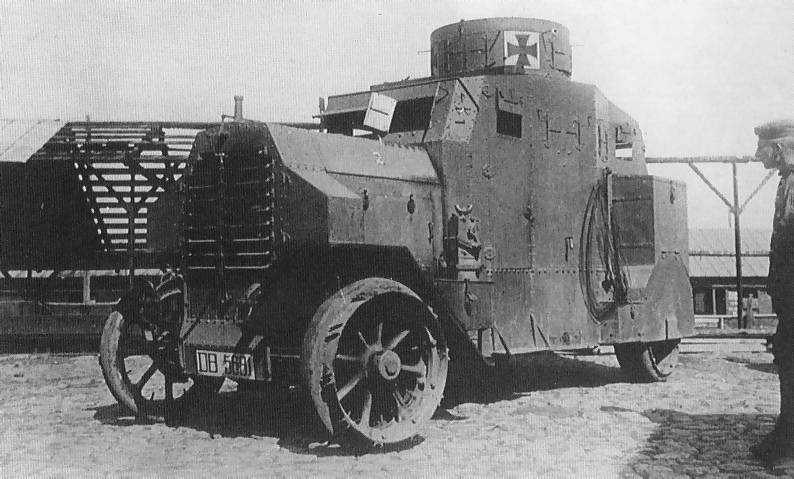
Deutscher Ehrhardt E-V/4 Straßenpanzerwagen
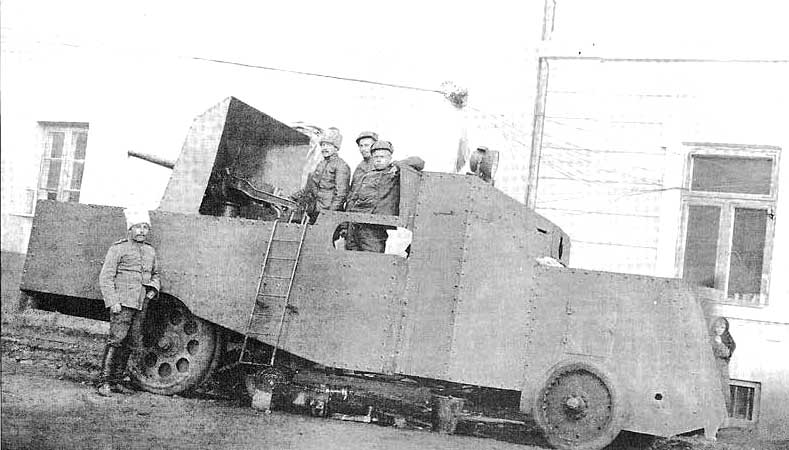
Mannesmann-MULAG in Russland (1914)
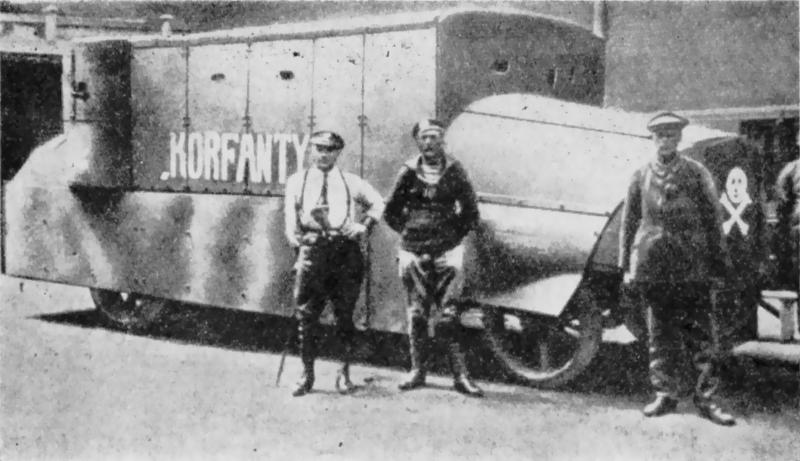
Improvisierter polnischer Panzerwagen „Korfanty“, Oberschlesische Aufstände
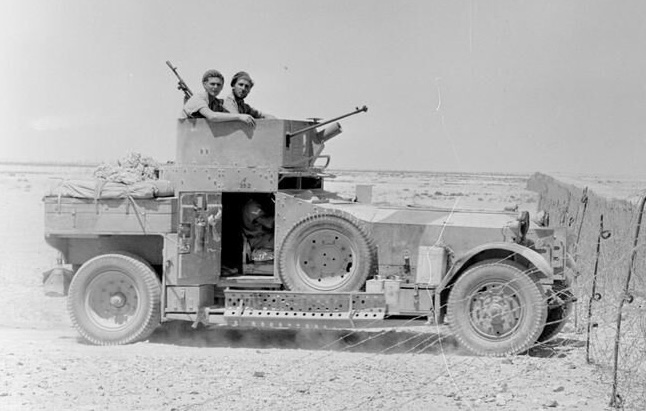
Britischer Rolls-Royce-Panzerwagen, Libyen 1940
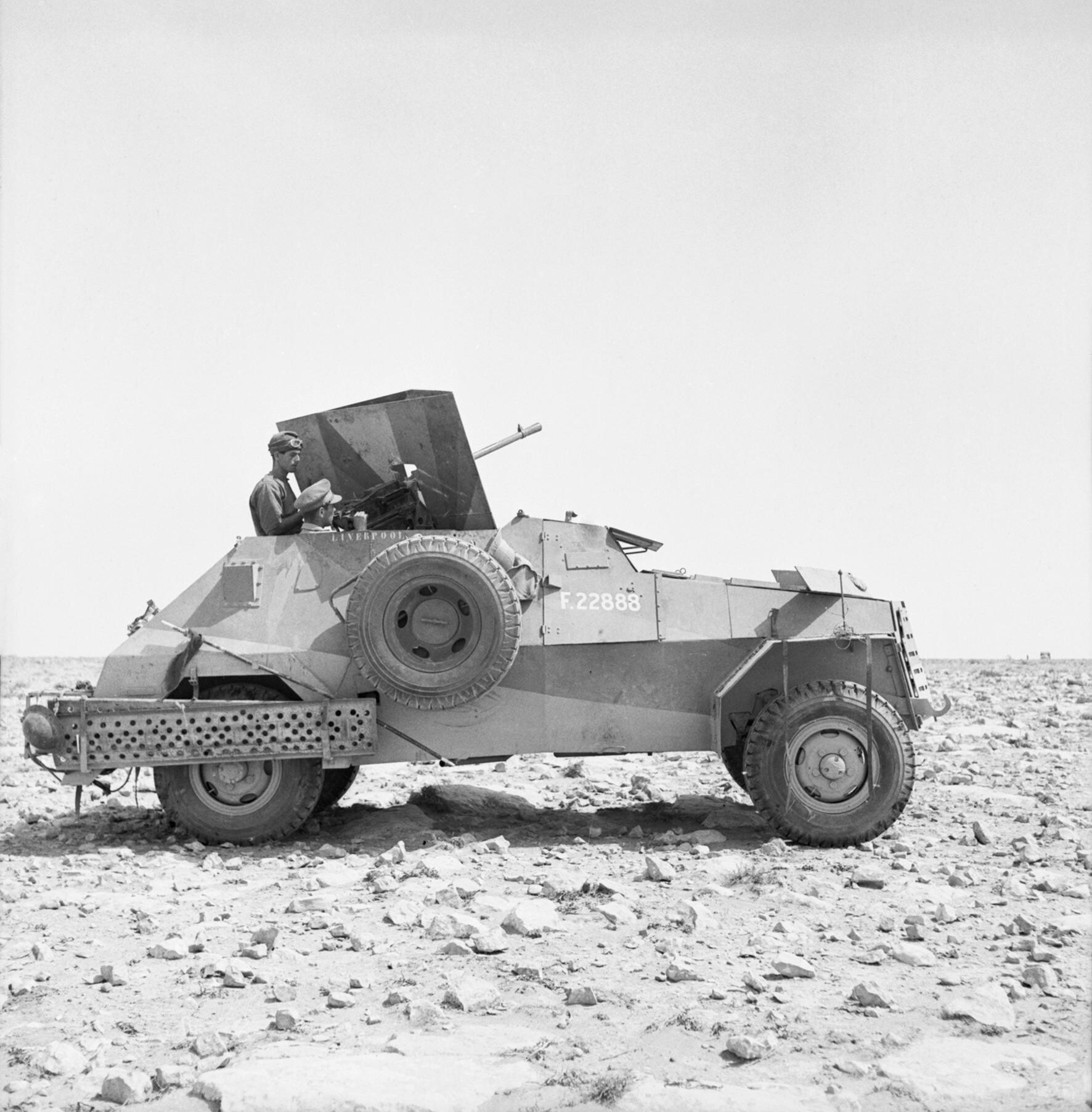
Britischer Marmon-Herrington Armoured Car, Libyen 1941

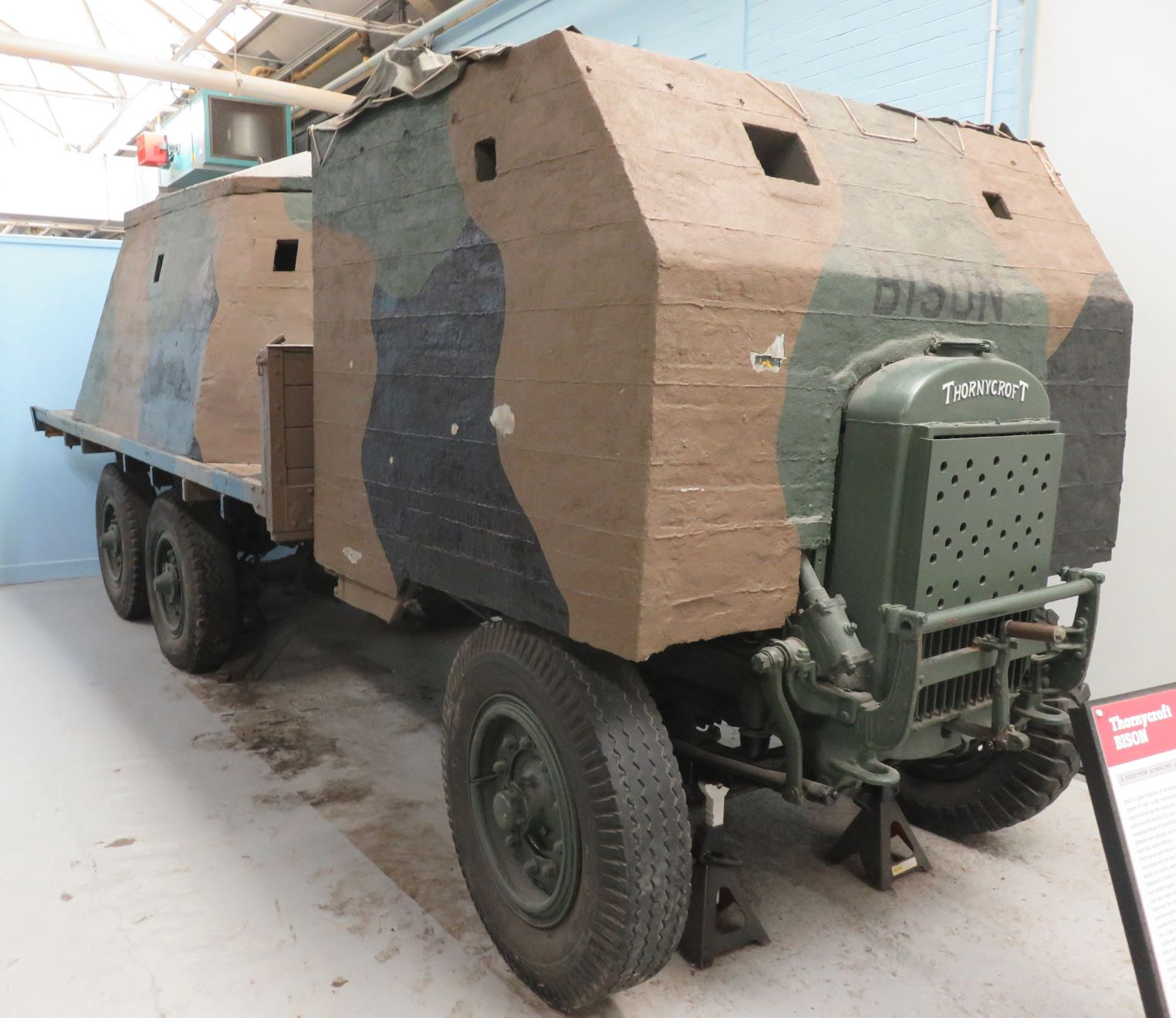
Britischer Panzerwagen Thornycroft Bison mit Betonpanzer (1931)
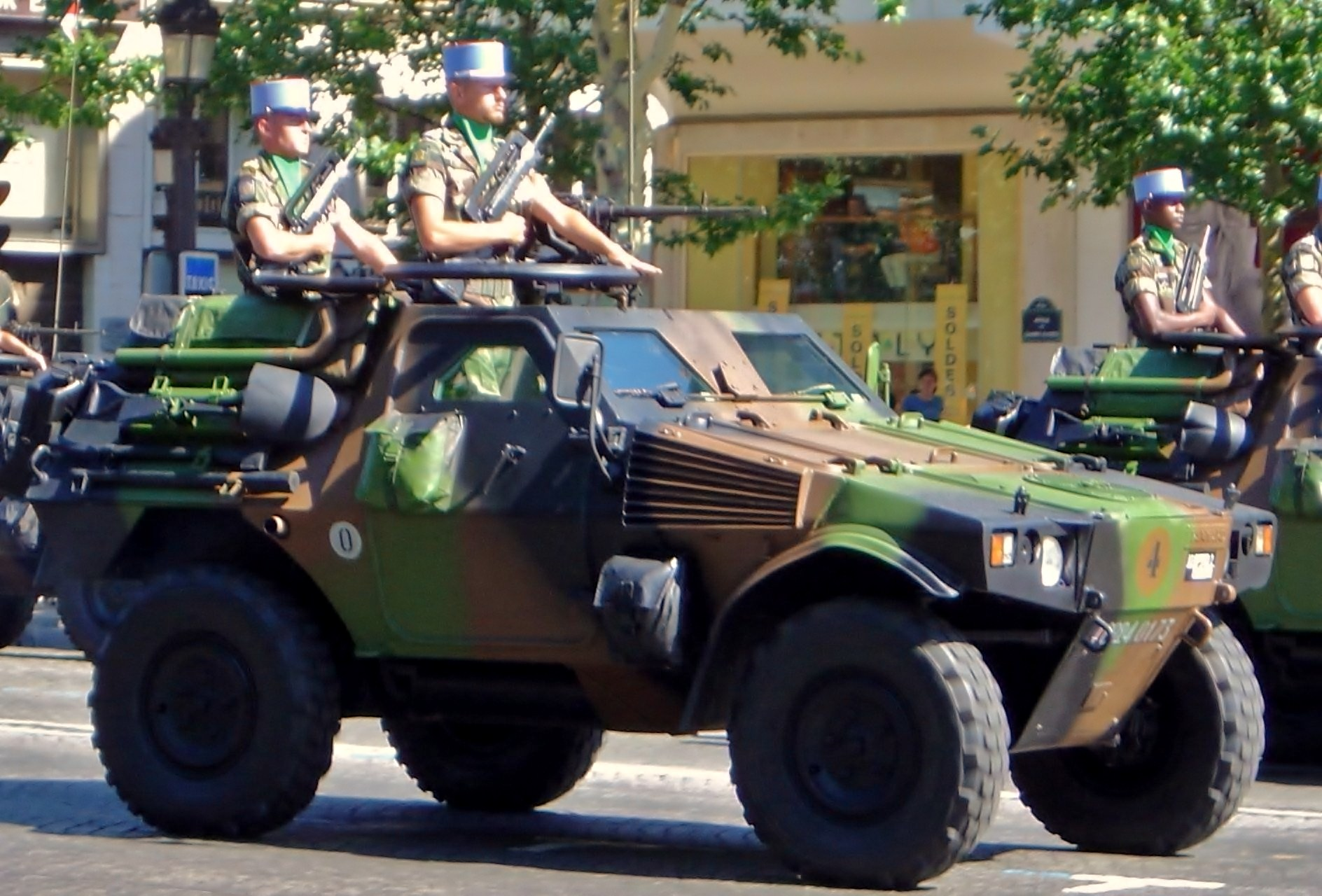
Automitrailleuse Véhicule Blindé Léger 2017
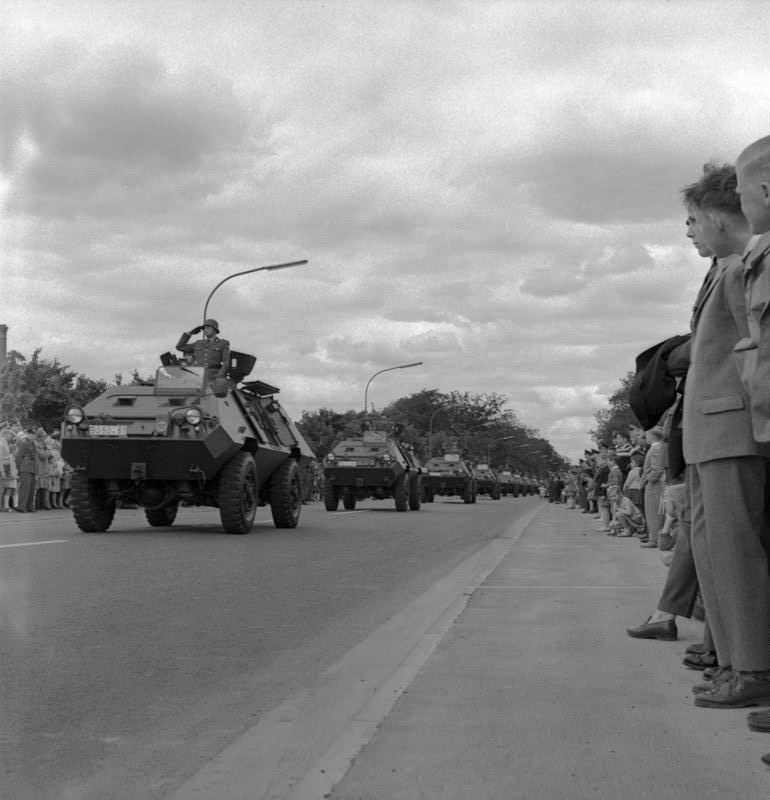
Sonderwagen 1 des Bundesgrenzschutzes